# Bulevar Haussmann
El bulevar Haussmann (en francés: boulevard Haussmann) es un bulevar parisino que cruza casi en su totalidad el octavo y el noveno distrito de la capital. Más exactamente y de oeste a este, se inicia tras la avenida de Friedland y concluye en el punto en el que se unen los bulevares de Montmartre y de los Italianos. Tiene una longitud de algo más de 2 500 metros. Debe su nombre al Barón Haussmann.

## Historia
En el marco del plan de transformación de París durante el Segundo Imperio ideado por el Barón Haussmann, el bulevar se planificó como un eje diagonal de gran capacidad que buscaba unir la zona de los grandes bulevares con el mur des Fermiers généraux, límite de la ciudad a partir del cual se debía abonar el octroi, un impuesto municipal sobre la importación de mercancías. El bulevar adquirió desde un principio el nombre de su impulsor, aunque este ya había fallecido cuando en 1926, y tras 24 años de obras, el bulevar alcanzó el bulevar de los Italianos y el bulevar de Montmartre.

## Lugares de interés

### La casa de Marcel Proust

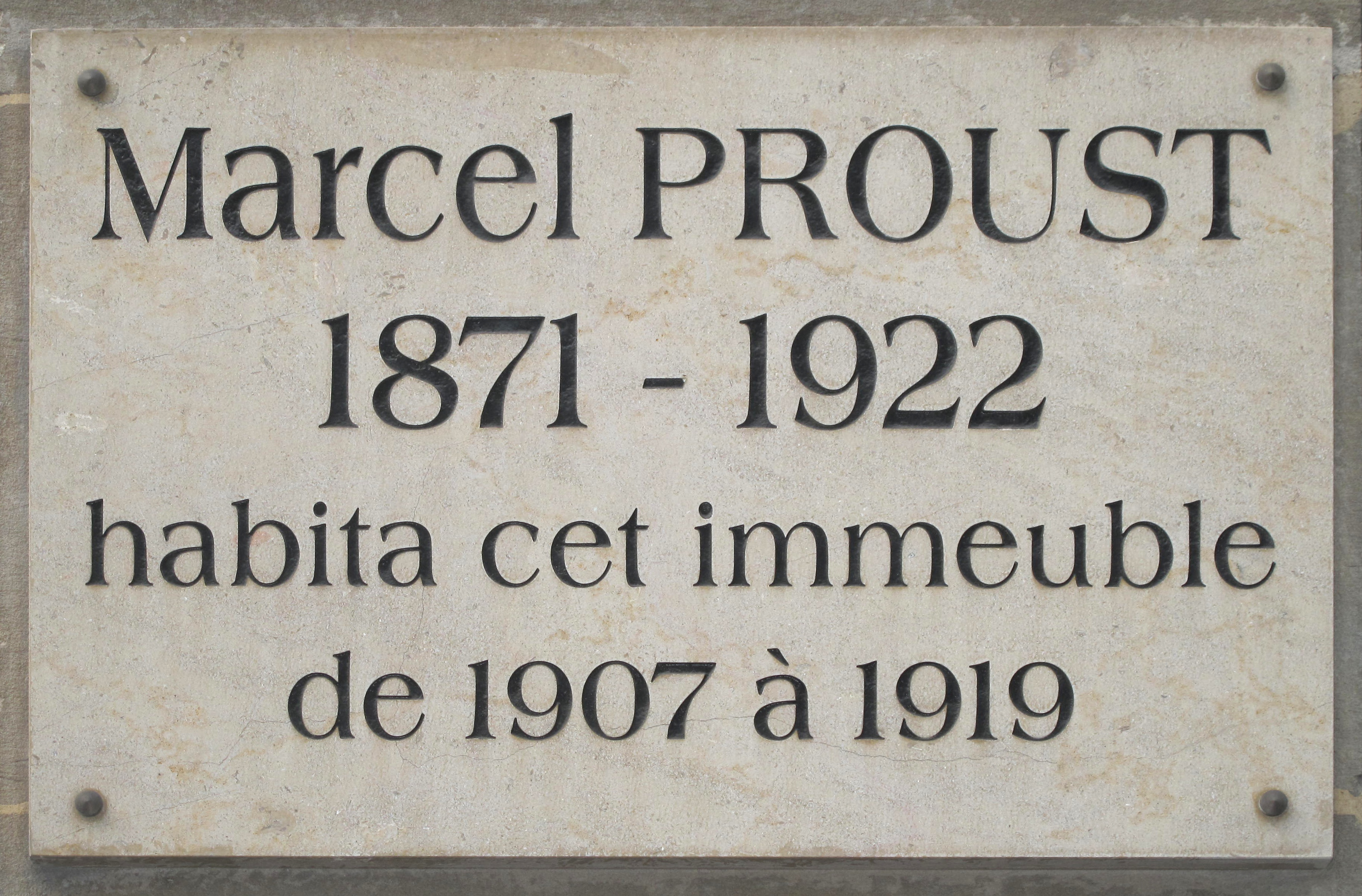
Placa situada en el edificio en el que vivió Marcel Proust.

En el n.º 102 del bulevar se sitúa un inmueble al que se mudó el escritor Marcel Proust el 27 de diciembre de 1906 tras el fallecimiento de sus padres. Residía en la segunda planta en un amplio piso. El 9 de noviembre de 1907, el edificio fue subastado siendo adquirido por Amélie Oulman, viuda de Denis-Georges Weil, hermano de la mujer de Proust. Esta propuso a Marcel Proust adquirir el piso en el que vivía pero este rechazó la oferta prefiriendo alquilarlo por un periodo inicial de 15 meses. La alergia al polen de los castaños de Indias del bulevar y lo ruidoso del mismo por los grandes almacenes y la cercanía con la estación de Paris Saint-Lazare pudieron ser algunos de los motivos que le llevaron a descartar la compra. En septiembre de 1910, siguiendo los consejos de Anna de Noailles forró su habitación con corcho para tratar de paliar las molestias del ruido. En enero de 1919, Amélie Weil vendió el edificio al banco Varin-Bernier. que puso fin a todos los arrendamientos en vigor, incluyendo el del escritor.
En 1996, el banco Crédit industriel et commercial, actual titular del edificio, hizo reconstruir la habitación de Marcel Proust abriéndola al público. La misma, sin embargo, no cuenta con el mobiliario original dado que éste se encuentra en el Museo Carnavalet.

### El salón literario de Geneviève Halevy
Situado en el n.º 134 este edificio sirvió de residencia a Geneviève Halévy, desde 1886, tras su matrimonio con el abogado Émile Straus (anteriormente había sido esposa del fallecido Georges Bizet). Ocupada un lujoso piso ornado con cuadros de Jean-Marc Nattier, de Quentin de La Tour y de Monet. Mme Straus, que es como se la conocía tras su nuevo matrimonio, celebraba cada domingo una tertulia literaria a la que acudía lo más granado de la sociedad parisina. Así autores como Ludovic Halévy, Henri Meilhac, Edgar Degas, Forain, Paul Bourget, Jules Lemaître, Paul Hervieu, Georges de Porto-Riche, Robert de Montesquiou, políticos como Léon Blum, o sopranos como Emma Calvé fueron algunos de los ilustres personajes de la época que pasaron por su salón literario.

### Grandes bancos

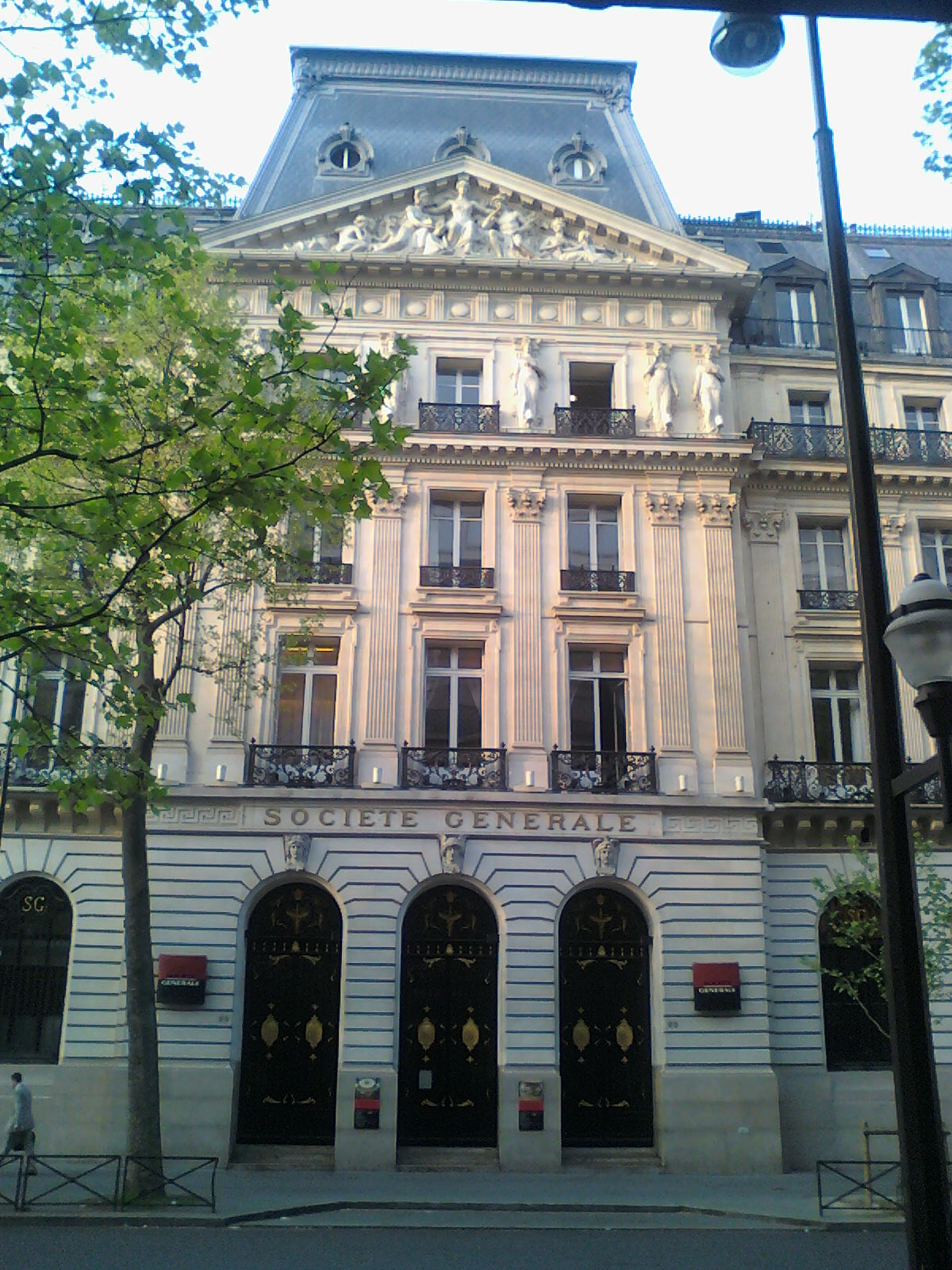
Sede del banco Société Générale

El bulevar alberga la sede de los siguientes grandes bancos:
- Société Générale
- Crédit du Nord
- Royal Bank of Scotland
- Swiss Life

### Otros lugares de interés
- Nº 67. Sede la de Sociedad General para la fabricación de la dinamita desde 1910 hasta mitad del siglo XX.
- Nº 81. Hotel de Edgar Mareuse.
- Nº 117. Hotel del Dr Labbé.
- Nº 158-158bis. Museo Jacquemart-André.
- Nº 162. Lugar de residencia hasta su muerte del escritor André Becq de Fouquières.
- Nº 184. Hotel del conde de Duranti.
- Nº 190. Sede del consulado de Haití.